# Skælskør
Skælskør (også: Skjelskør) er en ældre købstad med 6.304 indbyggere  (2025), beliggende på Sydvestsjælland næsten midtvejs mellem Næstved og Korsør. Byen ligger i Slagelse Kommune og tilhører Region Sjælland.
Skælskør nævnes første gang i 1231, i Kong Valdemars Jordebog, som Skælfiskør der betyder "byen ved muslingestrandbredden". Derfor har der siden slutningen af 1500-tallet indgået en musling i byseglet og siden byvåbnet.
Blandt byens -og omegnens mest kendte industrier er bl.a. Harboe Bryggeri og fødevarevirksomheden Bähncke.

## Navn
Skælskør er sammensat af ordet "skelfisk/skælfisk" der direkte oversat betyder "musling" og af ordet "ør" der betyder gruset strandbred. I 1562 befalede Frederik II byens fiskere, at de skulle levere 1 tønde Skjelfisk til det kongelige køkken i Korsør. Byen har igennem tiderne blevet omtalt som; Skjelfiskør, Skelskør og Skjelskør.

### Kaldenavne
Byen bliver ofte omtalt som "Solskinsbyen". Solen beriger byen med ca. 200 ekstra solskinstimer om året, hvilket har givet Skælskør tilnavnet "Solskinsbyen" – Kongeland. Blandt byens beboere bliver byen også kaldt "Skælle".

## Historie

### Middelalderen
Skælskør, i Kong Valdemars Jordebog kaldet Skiælfiskør og Skelfiskør (af Skjelfisk = musling), er en gammel by og har i middelalderen været ret anselig; den har således strakt sig over et en del større areal end nu, særlig mod vest, nemlig til den såkaldte "Helledegrøft", som skal stamme fra Henrik Emeltorps befæstning. Derimod er den i den nyeste tid bleven udvidet mod øst, hvor den tidligere, 1806 afbrændte landsby Smidstrup lå. I købstadslisten i Kong Valdemars Jordebog ansættes byen til en skat af 13 mark sølv og må således antages i størrelse at have stået mellem Vordingborg og Ringsted. Byen hørte til Valdemar Sejrs familieejendom, og ved skiftet efter ham blev den udlagt til Erik Plovpenning. Da Christoffer I efter kong Abels død bemægtigede sig tronen, fandt han modstand fra flere sider, og blandt andet bekæmpedes han af en tysk ridder Henrik Emeltorp, som besatte Skælskør og byggede en borg her i 1253 samt befæstede byen. Christoffer angreb ham her, men blev første gang grundigt slået tilbage; senere måtte dog den fremmede eventyrer opgive både borg og by, der skal have lidt meget under disse fjendtligheder. I foråret 1288, da der holdtes Danehof i Skælskør, havde hertug Valdemar af Sønderjylland taget ophold i byen. Han havde mange fjender i den unge kong Erik Menveds omgivelser, og drost Peder Hoseøl gjorde et dristigt forsøg på at bemægtige sig hertugens person;, men angrebet fik et meget uheldigt udfald for ham: hertugens folk ydede tapper modstand, og drosten blev fanget og ført til Sønderborg; også enkedronning Agnes faldt i fjendernes hænder, men undslap ved list. Senere hen i samme år blev Skælskør, vel som en hævn for overfaldet, plyndret af nordmændene og de fredløse, ved hvilken lejlighed byen næsten blev helt ødelagt og den derværende kongsgård, "Hovgaarden", der skal have ligget lige vest for kirkegården, hvor den senere præstegård lå (1841 ved dennes opførelse fandtes fundamenter af gamle bygninger), afbrændt. I 1300 holdt Erik Menved et fredsmøde i Skælskør med den norske kong Hakon. Da Erik Menveds svoger, den svenske konge Birger Magnussen, måtte flygte til Danmark, forlenede Christoffer II ham, som den samtidige Eriks-krønike fortæller, med to herreder og en gård ved Skælskør, og "den Gaard hed Spikeborg", siges der. Kort efter, at kong Birger var død 1321, fremsatte en anden svensk fyrste, nemlig Birgers fætter Erik Valdemarsøn, krav på Skælskør, idet han påstod, at både denne by og meget andet gods tilkom ham som søn af Sophie, Erik Plovpennings datter, Valdemar Birgersøns dronning. Da hertug Valdemar var konge, blev disse godser også tilkendte ham 1327, men om han virkelig har fået dem og dermed Skælskør i eje, vides ikke. Senere skal Skælskør være blevet forlenet blandt andet til Axelsønnerne eller Thotterne, indtil den ved midten af det 15. århundrede atter kom ind under kronen. Det vides ikke med sikkerhed hvornår byen fik sine første købstadsrettigheder, men der findes et afskrift af rettighederne fra 1441. Den ældste bevarede stadfæstelse er fra 25. oktober 1483, udstedt af Kong Hans.
Af det ovennævnte kan sluttes, at Skælskør i middelalderen har været en ret anset by. Den besøgtes ofte af kongerne, om ikke af anden grund, så fordi den i de tider var hovedoverfartsstedet til Fyn. Også den omstændighed, at den har haft to klostre, vidner om dens betydning i de katolske tider.
Om disse klostres beliggenhed og historie vides kun meget lidt. Karmeliternes eller Vor Frue Kloster, som Erik af Pommern stiftede 1418, må have ligget i byens østlige del mod syd, hvor endnu pladsen "Marie Kirkegaard" minder om det. Der vides ikke stort andet om det, end at det 1503, 1505, 1509 og 1514 i testamenter betænktes med gaver, at en broder Oluf var prior her 1464, og at priorværdigheden sidst beklædtes af en af reformationstidens mere bekendte mænd, lektor Mourids Samsing, der senere blev sognepræst i Tjæreby. I 1532 forlod munkene "formedelst deres store Armod" klosteret og overdrog det til Frederik I, som skænkede lensmanden paa Borreby, Johan Urne, alle bygningerne med undtagelse af kirken, der bestemtes til sognekirke for Skælskør. Men under Grevens Fejde gav grev Christoffer 1534 klosteret til byens borgere, i hvis eje det synes at være forblevet til dets nedrivelse, som foregik fra tid til anden efter 1550. Efter en dog noget usikker beretning har Johan Friis fået materialer fra klosteret til hovedbygningen på Borreby. Omtrent samtidig forsvandt også klosterkirken, idet det utvivlsomt er til den, der sigtes, dels i Christian IIIs brev af 1552, hvorefter borgerne i Skælskør måtte nedrive den ene halvdel af "Klosterkirken" og bruge materialerne til forbedring af deres sognekirke og rådhus, mens den anden halvdel skulde benyttes til byggearbejder på Nyborg Slot, dels i samme konges brev af 1557, da det tillades borgerne i byen at bryde sten af "den gamle Kirke til Brug ved Skolens Forbedring", og Frederik IIs brev af 1562, som tillod borgerne at tage mursten og kalk i samme kirke mod at rydde pladsen og anvende gruset til forbedring af de slette veje uden for byen. Kirkens oprindelige altertavle er måske den rigt udskårne, der senere anvendtes i Boeslunde Kirke. Det andet kloster, et Sortebrødrekloster, er egentlig kun kendt af Frederik IIs brev af 1570, som tillagde byen den plads, hvorpå klosteret havde stået. Det kan næppe være stiftet før efter 1300 og har måske haft sin plads på Algade. Man har formodet, at munkene vare henviste til byens kirke, og at korstolene i denne er en erindring derom .
Omkring 1525 blev der opført en kikelade ved siden af Sankt Nicolai Kirke. Efter 1537 blev den omdannet til latinskole, og Den gamle Latinskole står fortsat.
Byen havde lidt meget ved middelalderens krige; også Den Sorte Død havde hærget den (en mængde lig, som 1843 fandtes i byens østlige del i Algade, kunne måske henføres til denne epidemi), og den var gået meget tilbage. Men i slutningen af middelalderen lader den til igen at være kommen noget op, især ved betydelig handel med korn og tysk øl. I 1488 fik byen toldfrihed overalt i Danmark undtagen Skanør, samtidig tiltog agerbruget dels ved opdyrkning af de grunde, som var blevne lagte øde under middelalderens krige, dels ved rydning af de skove, hvormed byen dengang var omgiven.

### Renæssancen
De betydelige ydelser i Syvårskrigen tyde på, at den har været ganske velhavende (1565 ydede den, lige som Korsør og Slagelse, 400 rigsdaler, skønt borgerne havde fået nedsættelse på grund af en byen overgået ildebrand), og ved prinsesseskattens udskrivning 1596 i anledning af Christian IVs søster, prinsesse Augustas bilager med hertug Johan Adolf af Slesvig-Holsten-Gottorp ansattes Skælskør til 100 rigsdaler, mens af sjællandske byer kun København, Helsingør og Næstved var ansatte højere. Krigene i det 17. århundrede bragte dog atter byen i stampe, især har Karl Gustav-krigene 1658—60 tynget svært med dens krigskontributioner og indkvarteringer, og den har snart måttet vige for nabobyerne.

### Under enevælden
Ved forordningen om Købstæderne af 28. januar 1682 blev der tilstået Korsør og Næstved ret til udenlandsk handel, mens samme ret nægtedes Skælskør, der ved forordningen nævnes blandt de købstæder, som kun måtte have en byfoged og ikke nogen magistrat. I 1672 havde byen 617 indbyggere, i 1769 589 indbyggere og i 1801 567 indbyggere. Byen udviklede sig til en vigtig handelsplads for Sydvestsjælland med livlig skibsfart og hjemsted for flere store købmandsgårde. I 1800-tallet kom flere driftige håndværkere og købmænd til Skælskør og de prægede byen meget.

### Den tidlige industrialisering
Først ved midten af det 19. århundrede begyndte den at vokse, vel nærmest på grund af en uddybning af fjorden og forbedringerne ved havnen, mens jernbaneforbindelsen nok næppe fik den store betydning.
I 1855 havde Skælskør: 1 dampmølle, 4 brændevinsbrænderier (heraf 1 med damp), 2 ølbryggerier, 2 garverier og 1 bådebyggeri.
I 1872 havde Skælskør: 1 dampmølle, 2 brændevinsbrænderier (heraf 1 med damp), 1 ølbryggeri, 1 garveri og 1 bådebyggeri. Omkring århundredeskiftet havde Skælskør af fabrikker og industrielle anlæg: 1 brændevinsbrænderi og spritfabrik, 1 bayersk- og hvidtølsbryggeri med sodavandsfabrik, 1 uldspinderi og klædefabrik, 1 cigar- og tobaksfabrik, 1 falstagstensfabrik, 1 bogtrykkeri, 1 andelsmejeri og 1 andelssvineslagteri (aktieselskab, oprettet 1897).
I byen fandtes 2 dampskibsselskaber, begge aktieselskaber: "Selskabet for Skjelskør og Omegn" (oprettet 1873) og "Skjelskør" (oprettet 1885). I Skjelskør blev udgivet en avis: Skjelskør Avis (Sydvestsjællands Folkeblad for Skjelskør og Omegn blev udgivet i Næstved). I 1876 blev Skælskør Bank grundlagt.
Skælskørs befolkning var stigende i slutningen af 1800-tallet og begyndelsen af 1900-tallet: 1.134 i 1850, 1.379 i 1855, 1.533 i 1860, 1.692 i 1870, 1.873 i 1880, 2.272 i 1890, 2.501 i 1901, 2.509 i 1906 og 2.581 i 1911.
Efter næringsveje fordeltes folkemængden i byen i 1890 i følgende grupper, omfattende både forsørgere og forsørgede: 222 levede af immateriel virksomhed, 820 af håndværk og industri, 552 af handel og omsætning, 67 af søfart, 105 af fiskeri, 155 af jordbrug, 4 af gartneri, mens 251 fordeltes på andre erhverv, 57 levede af deres midler, og 39 nød almisse. Ifølge en opgørelse i 1906 var indbyggertallet 2.509, heraf ernærede 195 sig ved immateriel virksomhed, 145 ved landbrug, skovbrug og mejeridrift, 125 ved fiskeri, 1.056 ved håndværk og industri, 535 ved handel med mere, 191 ved samfærdsel, 91 var aftægtsfolk, 140 levede af offentlig understøttelse og 31 af anden eller uangiven virksomhed.
I 1899 anlagde to apotekere i byen, brødrene C.A. og H.E.J.M. Heilmann Skælskør Frugtplantage.
Skælskørbanen blev åbnet 15. maj 1892 samtidig med Slagelse-Næstved-banen, hvilket gjorde at transporttiden til de større byer og København blev reduceret betydeligt.
Persontrafik på Skælskørbanen ophørte i 1950 og godstrafik i 1975. I 2010 blev de gamle skinner revet op og strækningen blev asfalteret i samarbejde med Nordea-fonden og Naturstyrelsen.
Den gamle købstad indgik i 1966, sammen med landkommunerne Agersø, Omø, Boeslunde, Eggeslevmagle, Tjæreby og Magleby, i "storkommunen Skælskør Kommune". I 1970 indtrådte Holsteinborg-Venslev og Ørslev-Sdr. Bjerge også i den daværende storkommune.

### Mellemkrigstiden
Gennem mellemkrigstiden var Skælskørs indbyggertal svagt stigende: i 1916 havde byen 2.675 indbyggere, i 1921 2.720 indbyggere, i 1925 2.917 indbyggere, i 1930 2.860 indbyggere, i 1935 3.070 indbyggere og i 1940 2.939 indbyggere. I Eggeslevmagle Sogn udviklede sig forstaden Hesselby-Smidstrup.
| År                     | 1916  | 1921  | 1925  | 1930  | 1935  | 1940  |
| ---------------------- | ----- | ----- | ----- | ----- | ----- | ----- |
| Skælskør købstad       | 2.675 | 2.720 | 2.917 | 2.860 | 3.070 | 2.939 |
| Hesselby-Smidstrup     | -     | -     | 169   | 153   | 204   | 240   |
| Skælskør med forstæder | 2.675 | 2.720 | 3.086 | 3.013 | 3.274 | 3.179 |

Ved folketællingen i 1930 havde Skælskør 2.860 indbyggere, heraf ernærede 179 sig ved immateriel virksomhed, 1.083 ved håndværk og industri, 475 ved handel mm, 238 ved samfærdsel, 300 ved landbrug, skovbrug og fiskeri, 240 ved husgerning, 321 var ude af erhverv og 24 havde ikke oplyst indkomstkilde.
| Næringsveje            | Landbrug m.v. | Håndværk, industri | Handel og omsætning | Transport | Immateriel virksomhed | Hus- gerning | Ude af erhverv | Uangivet | I alt |
| ---------------------- | ------------- | ------------------ | ------------------- | --------- | --------------------- | ------------ | -------------- | -------- | ----- |
| Skælskør købstad       | 300           | 1.083              | 475                 | 238       | 179                   | 240          | 321            | 24       | 2.860 |
| Hesselby-Smidstrup     | 13            | 267                | 45                  | 39        | 1                     | 23           | 45             | 3        | 460   |
| Skælskør med forstæder | 313           | 1.350              | 520                 | 277       | 180                   | 263          | 366            | 27       | 3.320 |

### Efterkrigstiden
Efter 2. verdenskrig fortsatte Skælskør sin svage befolkningsudvikling. I 1945 boede der 2.921 indbyggere i købstaden, i 1950 3.023 indbyggere, i 1955 3.004 indbyggere, i 1960 2889 indbyggere og i 1965 3.398 indbyggere. Samtidig udviklede forstaden Hesselby-Smidstrup sig, og forstadsområdet Maglebyvej kom til, ligeledes i Eggeslevmagle Kommune.
| År                     | 1945  | 1950  | 1955  | 1960  | 1965  |
| ---------------------- | ----- | ----- | ----- | ----- | ----- |
| Skælskør købstad       | 2.921 | 3.023 | 3.004 | 2.889 | 3.398 |
| Hesselby-Smidstrup     | 247   | 295   | 311   | 352   | 674   |
| Maglebyvej             | -     | -     | -     | -     | 24    |
| Skælskør med forstæder | 3.168 | 3.318 | 3.315 | 3.241 | 4.096 |

## Demografi
Skælskør har i dag, 2012, 6.385 indbyggere hvilket gør byen til den 3. største i Slagelse Kommune. Byen havde størst tilflytning under Industrialiseringen hvor flere af byens prominente firmaer skød op.
Indbyggertal i Skælskør gennem tiderne:
| År   | Folketal |
| ---- | -------- |
| 1672 | 617      |
| 1769 | 592      |
| 1801 | 567      |
| 1845 | 966      |
| 1850 | 1.134    |
| 1860 | 1.563    |
| 1870 | 1.692    |
| 1880 | 1.873    |
| 1890 | 2.272    |

| År   | Folketal |
| ---- | -------- |
| 1901 | 2.501    |
| 1916 | 2.675    |
| 1950 | 3.023    |
| 1965 | 3.398    |
| 1983 | 5.783    |
| 1991 | 6.048    |
| 1995 | 6.234    |
| 2012 | 6.385    |

## Uddannelse
I byen ligger to skoler; Skælskør Skole og Eggeslevmagle Skole. De har et elevtal på henholdsvis 310 og 748, altså samlet antal folkeskoleelever på byens to skoler er 1058. Eggeslevmagle Skole tager i 4. klasse imod elever fra Boeslunde Skole og i 7. klasse fra Kirkeskosvsskolen ved Bøgelunde, Agersø- og Omø Skoler.
Det nærmeste tilbud for gymnasielle uddannelsesmuligheder ligger i Slagelse og Næstved, som er følgende: Slagelse Gymnasium, Næstved Gymnasium og Herlufsholm Gymnasium.

## Bygninger
- I 1481 nævnes en latinskole i byen. I dag er den nedlagt; men bygningen fra begyndelsen af 1500-tallet ligger stadig i Gammelgade.
- Byen havde måske 2 klostre, et Karmeliterkloster – Vor Frues Kloster – og eventuelt et Sortebrødrekloster. Ved nylige udgravninger i Algade af Vor Frues Klosters kirkegård fandt man bl.a. et kors fra Limoges i Frankrig fra 1200-tallet – "Skælskørkrucifikset" – et enestående fund.
- Byens kirke hedder Skælskør Kirke eller Skt. Nicolaus Kirke og er fra begyndelsen af 1200-tallet. Op ad kirkemuren ligger den rødkalkede Skælskør Latinskole fra 1748 og på Gammeltorv ved kirkens indgang ligger Skælskør gamle rådhus, arresthus og politistation fra 1896.
- Den gamle dampmølle på havnen blev opført i 1853 af N. M. Harboe, den er i dag malet gul og istandsat og kendt for at huse tandlægeklinik. Bygningen er i dag fredet som så mange andre i Skælskør.

- Skælskør Gigtsanatorie på Slagelsevej i den nordlige del af Skælskør by blev oprettet i 1933. Byggeriet er i funkisstil. I 1968 ændrede det navn til Skælskør Gigthospital. I dag hedder det rehabiliteringscentret Sano Skælskør. Det var Andelsforeningens Sanatorieforening der i 1933 byggede Gigtsanatoriet i Skælskør.[25] Patientforeningen Gigtforeningen der blev etableret i 1936 har siden 1936 ejet og drevet centret.[26][27]
- Skælskør Folkehøjskole blev oprettet 1973 og fungerede frem til 2005. Højskolens bygningskompleks, blev tegnet af Fællestegnestuen ved Tyge Arnfred og Viggo Møller-Jensen, og blev dramatisk placeret ved kysten. Folkehøjskolens faldefærdige bygninger blev revet ned i 2021.[28]
- Konservativ Ungdoms bjælkehus Guldberghus, der blev opført af foreningens medlemmer i 1934 og senere benyttet til træning af modstandsfolk under 2. Verdenskrig, ligger på Rypevej ved Kobæk Strand uden for Skælskør.

## Kultur
Skælskør Bymuseum  er indrettet i Peder Reedtz' Gård, der blev opført i slutningen af 1500-tallet. Den gamle Latinskole bruges af museet til skolestue.
Danmarks Busmuseum drives af Bushistorisk Selskab, der har sit hovedkvarter i byen. Der arrangeres ofte busture der er kordinerede med enten sejlads med Skjelskør V eller med andre aktiviteter. Selskabet har 7 busser til rådighed; to af busserne er fra 1930'erne, 1 fra 1950'erne, 1 fra 1960'erne, samt 5 fra 1970'erne.
Byens biograf, Kosmorama, har eksisteret siden begyndelsen af 1900-tallet og har i dag én sal.

### Musik og teater
Skælskør har sin egen festival Rod i Rocken, der holder til i Skælskør Lystskov. Da Rod i Rocken kom i økonomiske problemer trådte byens bryggeri Harboe til og gav støtte til festivalen. Festivalens motto er Danmarks "Næstsmukkeste" Festival.
Teaterforeningen Vindebroen har i flere år opført teaterforestillinger på Borreby Slot. Fra 2011 til 2012 opførtes et fast teater kaldet Borreby Teater. Teatret bliver ledet af Joachim Castenschiold der også ejer slottet. Vindebroen har indtil videre opført stykkerne; Baronessen fra Benzintanken, der oprindeligt blev filmet på Borreby. Udover teater har Vindebroen også b.l.a. arrangeret gospel koncert med Etta Cameron i Skælskør Kirke og koncert med Anne Linnet.
Børnefugleskydningen er en 165 år gammel tradition, der blev startet i 1847 af en gruppe af byens mænd, som et tilbud for drenge i den lange sommerferie. I 1972 blev Skælskør Marinegarde stiftet og blev en del af programmet og har medvirket i optoget lige siden. Der har førhen dog også været musik med i optoget. Arrangementet holdes hvert år i uge 30 og starter om morgenen i Sterlings Gård hvor optoget så marcherer med musik igennem byens gader og ud til Lystskoven hvor skydningen foregår.

### Park, skov, sø og strand
Byens park ligger i østbyen tæt på de nyrenoverede lejligheder på Parkvej og det internationale keramikcenter Guldagergård, hvis hovedbygning er tegnet af arkitekten Johannes Martin Olsen. Parken er udsmykket med forskellige værker fra keramikcenteret, bl.a. tre store øgler placeret på en kunstig ø ude midt i parkens sø.
Skælskør Lystskov er samlingsstedet for byen under flere af årets store begivenheder som; festivalen Rod i Rocken, Fugleskydning og sommerferieordningen for børn, Fede Feriedage. Skoven ligger langs Skælskør Nor og har en kæmpe lysning inde midt i skoven, hvor de fleste af begivenhederne finder sted og hvor Skælskør Vandrehjem ligger placeret.
Byens nærmeste strand er Kobæk der ligger 3 kilometer udenfor byskiltet. Der ligger et stort sommerhusområde, Kobæk Konference Center og restauranten Kobæk Caféen.

#### Sejlads med "Skjelskør V"
Der har siden 1885 været færge- og turistsejlads i Skælskør Fjord. Fra 1885 til 1962 var der sejlads mellem Skælskør, Agersø og Omø. Den 15 meter lange turistbåd "Skjelskør V" tilbyder en 6 km. lang tur i inderfjorden og et sejlads ud af fjorden, langs kysten og ud til Storebæltsbroen. Den førhenværende damper "Skælskør III" der havde sit virke i årene 1915-1962 er nu blevet renoveret og sejler i dag i Roskilde Fjord, stadig som turistbåd.

#### Sporvogne og veterantog
Den lokale veterantogsklub "Omstigningsklubben", der blev dannet i 1973, kørte fra 1975 med sporvogne på strækningen mellem remisen på den nedlagte Skælskør Station og ned til havnen. Klubben havde overtaget gamle sporvogne fra København og sat dem i stand. Kørslen på banen ophørte dog i 2011 da det lokale bryggeri, Harboe, købte og overtog stationsgrunden og skinnerne blev taget op så stien til Fodsporet kunne asfalteres. Klubbens sporvogne er nu blevet overtaget af Sporvejsmuseet Skjoldenæsholm.

### Sport
Skælskør har flere forskellige sportsfaciliteter og klubber. Fodboldklubben Skælskør BI holder til på Skælskør Stadion. Skælskør Hallen har bl.a. en klatrevæg hvor Crux - Skælskør Klatreklub har arrangeret adskillige Danmarksmesterskaber. Derudover findes Skælskør Badminton Center, hvor Team Skælskør Slagelse spiller.

## Kendte personer fra Skælskør
- Nina Hole, keramiker
- C.C. Hornung, snedker og klaverbygger
- Vilhelm Topsøe, forfatter og journalist
- Andreas Bjørn, handelsmand
- Carl Møller, maler
- Jørgen Emil Thers, atlet
- Børge Nagel, arkitekt
- Henrik Brodersen, politiker for Dansk Folkeparti
- Pernille Rosenkrantz-Theil, politiker for Socialdemokraterne
- Whigfield, sangerinde og producer
- Jasper Ritz, Tv-vært
- Jacob Pind, Fodboldspiller (U-landsholdene og HB Køge)
- Alex Høgh Andersen, skuespiller
- Magnus Rost, tidligere prof. cykelrytter

## Galleri
- Borreby Slot
- Skælskør Havn
- Den tidligere Skælskør Station
- Vue mod Stigsnæsværket
- Skælskørs segl
- Bindingsværkshus i Vestergade